# SDMX
Lo standard SDMX (Statistical Data and Metadata eXchange) è un linguaggio XML per lo scambio di dati e metadati statistici. L'iniziativa è promossa e incoraggiata da istituzioni internazionali tra le quali la Banca dei regolamenti internazionali, la Banca centrale europea, l'Ufficio statistico della comunità europea (Eurostat), il Fondo monetario internazionale, l'OCSE, le Nazioni Unite (Statistics Division) e la Banca Mondiale.
Il formato dei messaggi SDMX ha due espressioni di base, SDMX-ML (che usa la sintassi XML) e SDMX-EDI (che usa la sintassi EDIFACT).
Lo standard include anche specifiche addizionali (ad es. sui web service). Lo standard SDMX è stato riconosciuto come uno standard ISO (ISO/Technical Specification 17369:2005).

## Strumenti gratuiti SDMX
- SDMX tools by Metadata Technology Archiviato il 18 aprile 2007 in Internet Archive.: una collezione di strumenti SDMX orientati all'SDML-ML e ad altri standard SDMX basati sul web.